# Nationale Forschungsuniversität für Kerntechnik „MIFI“

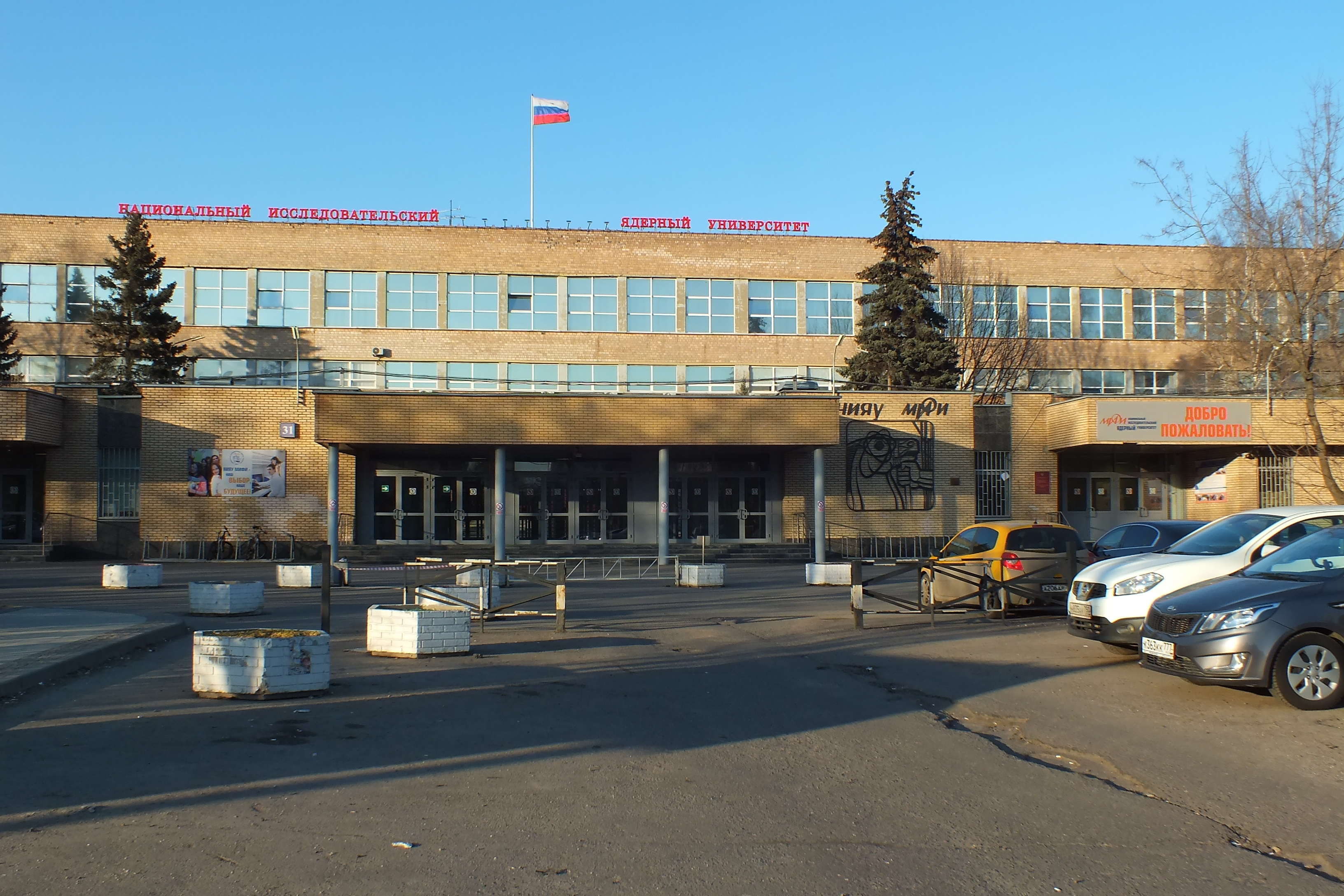
Hauptgebäude (2015)

Die Nationale Forschungsuniversität für Kerntechnik „MIFI“ (russisch Национальный исследовательский ядерный университет „МИФИ“; englisch National Research Nuclear University „MEPhI“  und Moscow Engineering Physics Institute) ist eine Universität in Moskau.

## Geschichte
Die Lehranstalt wurde 1942 gegründet und trägt seit 1953 den Namen MIFI (russisch Московский инженерно-физический институт Moskowski inschenerno-fisitscheski institut, deutsch ‚Moskauer Institut für Technische Physik‘). Sie wurde 1993 zu einer Technischen Universität und 2009 zu einer Nationalen Forschungsuniversität.

## Bekannte Absolventen
- Muchtar Äbljasow (* 1963), kasachischer Exilant, Politiker, Unternehmer und Manager
- Nikolai Gennadijewitsch Bassow (1922–2001), Physiker, Nobelpreisträger 1964
- Wadim Lwowitsch Beresinski (1935–1980), Physiker
- Serik Bürkitbajew (* 1957), kasachischer Politiker und Manager
- Dmitri Jurjewitsch Cholodow (1967–1994), Journalist
- Nikolai Borissowitsch Delone (1926–2008), Physiker und Hochschullehrer
- Jewgeni Iwanowitsch Ditrich (* 1973), Politiker, Verkehrsminister
- Anatoli Stepanowitsch Djatlow (1931–1995), leitender Ingenieur während der Nuklearkatastrophe von Tschernobyl
- Mikhail Eremets (1949–2024), Physiker, Hochdruckexperimente
- Wladimir Jakowlewitsch Feinberg (1926–2010), Physiker
- Juri Moissejewitsch Kagan (1928–2019), theoretischer Physiker und Hochschullehrer
- Aljaksej Karpjuk (1920–1992), Schriftsteller, Dissident
- Wiktor Grigorjewitsch Kirillow-Ugrjumow (1924–2007), Kernphysiker und Hochschullehrer
- Leonid Wladimirowitsch Krawtschuk (* 1950), Physiker und Hochschullehrer
- Alexander Alexejewitsch Makarow (* 1966), Physiker, Erfinder der Orbitrap
- Juri Zolakowitsch Oganesjan (* 1933), Kernphysiker, Namensgeber des chemischen Elements 118Og
- Lew Borissowitsch Okun (1929–2015), theoretischer Physiker, Elementarteilchen
- Juri Michailowitsch Popow (* 1929), Physiker und Hochschullehrer
- Walentin Iwanowitsch Sacharow (* 1940), theoretischer Physiker
- Muchtar Schäkischew (* 1963), kasachischer Geschäftsmann
- Boris Jurjewitsch Scharkow (* 1950), Physiker
- Wilen Mitrofanowitsch Strutinski (1929–1993), Kernphysiker
- Oleh Zarjow (* 1970), separatistischer ukrainischer Politiker